# Alfred Cortot

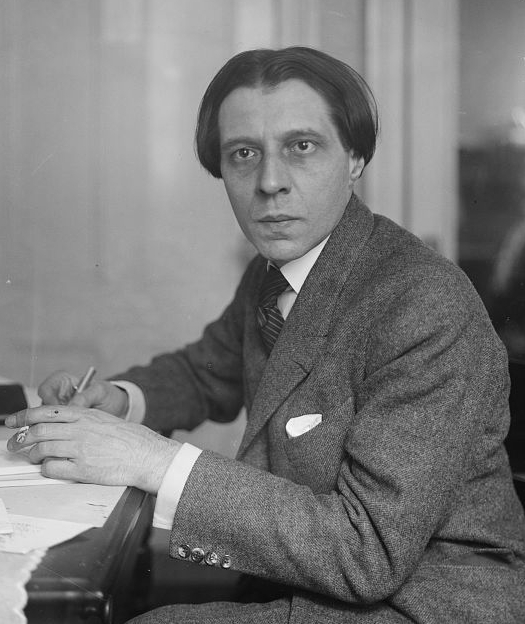
Alfred Cortot

Alfred Cortot (* 26. September 1877 in Nyon / Kanton Waadt; † 15. Juni 1962 in Lausanne) war ein französischer Pianist, Klavierpädagoge, Dirigent und Musikschriftsteller Schweizer Herkunft. Er gilt als eine der bedeutendsten und einflussreichsten Persönlichkeiten des Musiklebens des 20. Jahrhunderts.

## Leben

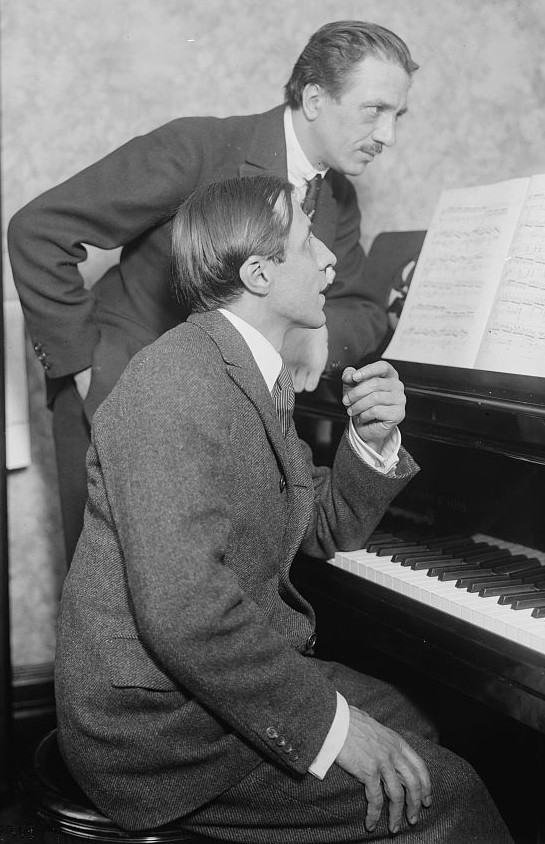
Alfred Cortot mit Jacques Thibaud

Nachdem der Sohn einer Schweizer Mutter und eines französischen Vaters bei der Aufnahmeprüfung zunächst durchgefallen war, erhielt Cortot am Pariser Konservatorium eine umfassende Ausbildung mit dem Schwerpunkt Klavier. Sein Interesse an Richard Wagner führte 1897 zu einer Einladung als Korrepetitor zu den Bayreuther Festspielen.
Seine Vorliebe als Pianist galt den Werken der Romantik, besonders der Musik Chopins, Richard Wagners, Schumanns, Schuberts, Mendelssohn Bartholdys, Liszts, deren Werke er in den Éditions de travail (erschienen bei Salabert, Paris, und Curzi, Mailand) mit Kommentaren zur Spieltechnik und Interpretation herausgab. Weniger bekannt ist Cortots Ringen um Beethoven. In den Jahren 1958–1960 nahm er sämtliche Klaviersonaten Beethovens bis zu dreimal auf. Die Aufnahmen wurden offiziell noch nicht veröffentlicht. An zwei Abenden (8. und 12. Oktober 1943) spielte er unter der Leitung von Charles Münch in der Salle Pleyel in Paris sämtliche Klavierkonzerte Beethovens und die Chorfantasie, allerdings war Cortot schon seit 1896 als Beethoven-Virtuose bekannt. Zusammen mit Pablo Casals, Violoncello und Jacques Thibaud, Violine, bildete er in den Jahren 1906 bis 1933 eines der berühmtesten Klaviertrios des 20. Jahrhunderts.
Er gründete 1919 zusammen mit Auguste Mangeot die École normale de musique de Paris, an der nicht nur seine beiden Triopartner als Lehrer unterrichteten, sondern auch andere namhafte Musiker wie z. B. Marcel Dupré, Marguerite Long, Blanche Selva, Charles Munch, Paul Dukas, Wanda Landowska, Nadia Boulanger. Zahlreiche berühmte Pianisten waren zeitweise seine Schüler oder erhielten von ihm wertvolle Anregungen. Stellvertretend seien genannt: Dinu Lipatti, Clara Haskil, Vlado Perlemuter, Yvonne Lefébure, Branka Musulin, Samson François, Hélène Boschi und Florence Delaage. Zu den deutschsprachigen Schülern gehörten Franz Josef Hirt (1899–1985), Günter Reinhold und Gregor Weichert.
Im Oktober 1928 gründete Alfred Cortot das „orchestre de Paris“ (auch Orchestra Symphonique de Paris) zusammen mit Ernest Ansermet und Louis Fourestier. Jedoch bereits nach einem Jahr übertrug er Pierre Monteux die alleinige Orchesterleitung. Es bestand bis 1939.
Cortot erhielt nach dem Zweiten Weltkrieg ein einjähriges Berufsverbot (April 1945 bis April 1946), weil er unter der Vichy-Regierung verschiedene Ämter innehatte, mit den deutschen Besatzern kollaborierte und während des Zweiten Weltkrieges (1942) in Deutschland konzertierte, unter anderen mit Wilhelm Furtwängler in Berlin. Im Oktober 1949 wurde er rehabilitiert. Alfred Cortot ruht bei seinen Vorfahren auf dem kleinen Friedhof von Le Villars, einem Dorf bei Tournus im Département Saône-et-Loire in der Région Bourgogne. Die Berufsbezeichnung auf seiner Grabplatte lautet „musicien“.

## Wirkung
Cortots Klavierkunst, die von den unterschiedlichsten Pianisten bis auf den heutigen Tag hoch gepriesen wird, ist auf zahlreichen Schallplatten festgehalten. Viele Einspielungen sind noch nicht veröffentlicht, wahrscheinlich weil sie den heutigen Kriterien der Texttreue und Richtigkeit nicht entsprechen. Ein nahezu vollständiges, mit Datum versehenes Verzeichnis aller von Cortot gemachten Aufnahmen, einschliesslich der noch nicht veröffentlichten, stammt von John Hunt. Dieses Buch legt Zeugnis ab von Cortots bis ins hohe Alter andauernden Bemühungen um die grossen Meisterwerke für Klavier. Vielleicht ist es die Mischung aus poetischem Subjektivismus, die Cortots Spiel charakterisierte, und kompromissloser Unterwerfung unter die Erfordernisse des Kunstwerkes, die an diesem Musiker unvermindert fasziniert. Zur Aufführung des Klavierkonzerts von Schumann 1950 in Hamburg schrieb der Chirurg und Musiker Ernst Kern, dass kein deutscher Pianist sich getraut hätte, es so romantisch zu spielen. Cortot wirkte auch als bedeutender Klavierpädagoge – zu seinen Schülern zählen viele renommierte Pianisten.

## Schüler
- Gina Bachauer
- İdil Biret
- Monique de la Bruchollerie
- Karl Engel
- Samson François
- Lūcija Garūta
- Clara Haskil
- Yvonne Lefébure
- Klaus Linder
- Dinu Lipatti
- Ivo Maček
- Colette Maze
- Branka Musulin
- Vlado Perlemuter
- Olav Roots
- Magda Tagliaferro

## Schriften
- Grundbegriffe der Klaviertechnik. [Noten]. Ed. Salabert, Paris 2007, ISMN 979-0-048-00026-1 (Suche im DNB-Portal); de.scorser.com (PDF).
- Chopin. Wesen und Gestalt. Übersetzung: Hanns von Winter. Atlantis Verlag, Zürich 1960.

## Diskografie (Auswahl)
Cortot als Bearbeiter
- Arrangements nach Werken von Gabriel Fauré u. a. He Yue, Klavier. Grand Piano GP641, Naxos.

Cortot als Pianist
- Alfred Cortot – The Anniversary Edition. 40 CDs. Warner, 2012.
- Ludwig van Beethoven. Archduke Trio, Kreutzer Sonata, Magic Flute Variations. Jacques Thibaud, Violine; Pablo Casals, Cello; Alfred Cortot, Klavier. Naxos, Great Chamber Music Recordings.